# رواية الطاغية (رواية)
رواية الطاغية (بالإنجليزية: The Tyrant's Novel)‏ هي رواية للكاتب الأسترالي توماس كينيلي، نشرت عام 2003، لأول مرة عن دار نشر دابلداي في أستراليا.